# Seznam armenskih pisateljev
Seznam armenskih pisateljev.

## A
- Hačatur Abovjan
- Gazaros Agajan (Ghazaros (Lazar) Aghayan) (1840 - 1911) (tudi jezikoslovec...)
- Avetis Aharonian
- Michael Arlen

## B
- Aksel Bakunc
- Zori Balayan

## Č
- Jegiše Čarenc

## D
- Derenik Demirčjan

## I
- Rafayel Ishkhanian (jezikoslovec, filolog, zgodovinar)

## M
- Grant (Hrant) Matevosjan

## S
- Avetik Sahakyan
- William Saroyan (ameriški Armenec)

## T
- Levon Teresjan (Lev Tarasov / Henri Troyat) (1911–2007) (francoski armensko-ruskega porekla)